# Vanilla ramosa
Vanilla ramosa là một loài thực vật có hoa trong họ Lan. Loài này được Rolfe miêu tả khoa học đầu tiên năm 1896.

## Hình ảnh

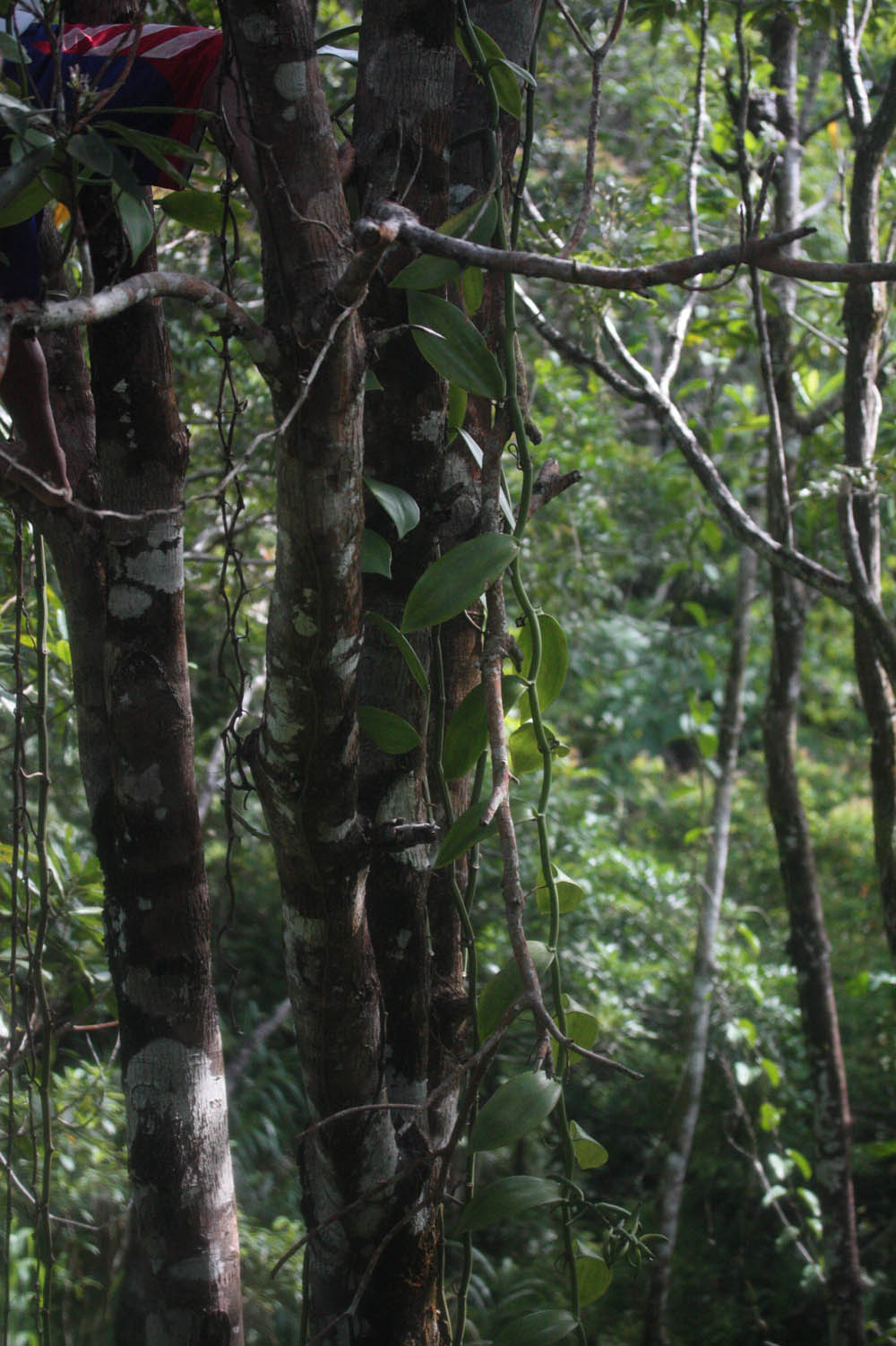
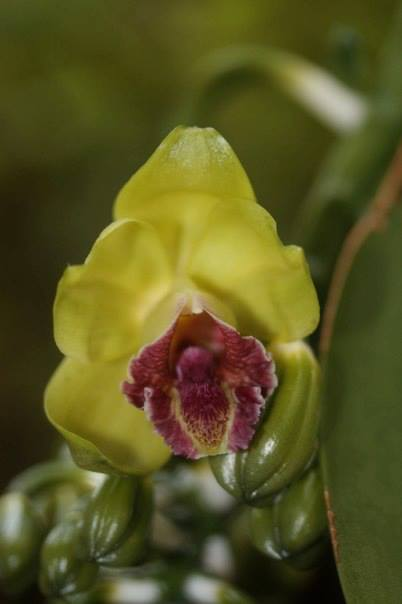